# Diócesis de Mazara del Vallo
La diócesis de Mazara del Vallo (en latín: Dioecesis Mazariensis y en italiano: Diocesi di Mazara del Vallo) es una circunscripción eclesiástica de la Iglesia católica en Italia. Se trata de una diócesis latina, sufragánea de la arquidiócesis de Palermo. Desde el 29 de julio de 2022 su obispo es Angelo Giurdanella.

## Territorio y organización

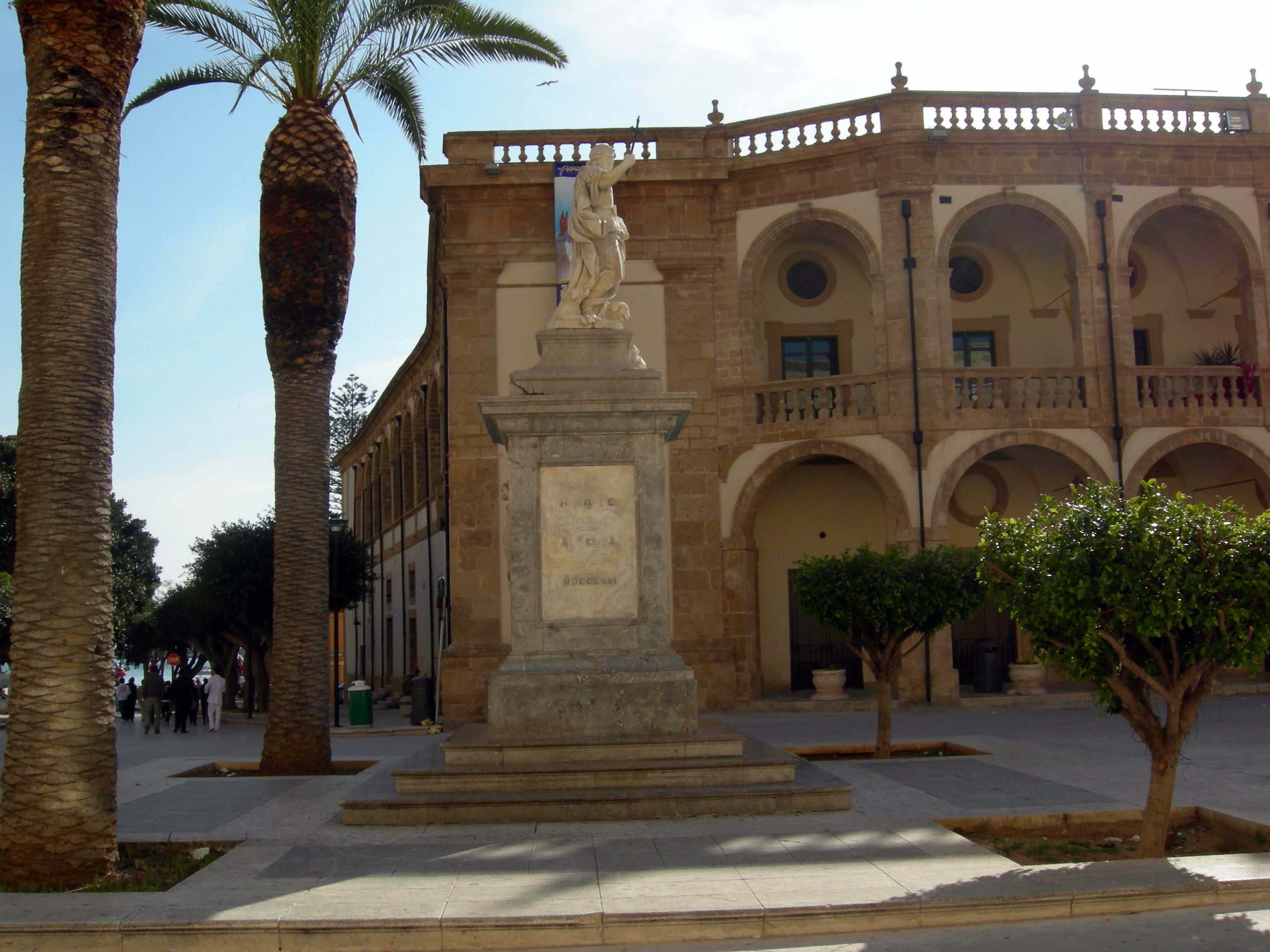
Seminario episcopal de Mazara del Vallo

La diócesis tiene 1374 km² y extiende su jurisdicción sobre los fieles católicos de rito latino residentes en parte de la región de Sicilia, comprendiendo: 13 comunas del consorcio comunal libre de Trapani (que en 2015 remplazó a la abolida provincia de Trapani): Mazara del Vallo, Campobello di Mazara, Castelvetrano, Gibellina, Marsala (que incluye las islas del Gran Estanque de Marsala), Partanna, Petrosino, Pantelleria (conformada por la isla de Pantelaria), Poggioreale, Salaparuta, Salemi, Santa Ninfa y Vita.
La sede de la diócesis se encuentra en la ciudad de Mazara del Vallo, en donde se halla la Catedral del Santísimo Salvador.
En 2021 en la diócesis existían 67 parroquias agrupadas en 5 foranías (Mazara del Vallo, Marsala, Castelvetrano, Partanna y Salemi) y una zona pastoral (Pantelaria).

## Historia
La diócesis de Mazara fue la primera diócesis erigida por los normandos en Sicilia, con un diploma de 1093 del "gran conde" Roger de Altavilla, que había conquistado la ciudad en 1072. Fue heredera de la antigua diócesis de Lilibeo, desaparecida durante la dominación árabe de la isla.
Inicialmente muy extensa, se extendía desde la desembocadura del Belice hasta las proximidades de la ciudad de Palermo, incluyendo así la exprovincia de Trapani y parte de la de la capital. El diploma, confirmado por Roger II en 1144, contenía también toda una serie de donaciones de carácter feudal, «que colocaban al obispo de Mazara a la cabeza de la nueva aristocracia feudal de la Sicilia occidental».
El primer obispo nombrado fue Stefano de Fer (documentado entre 1093 y 1124), pariente del conde Roger, benedictino de la abadía de Santa Eufemia en Calabria y partidario de la fundación de varios monasterios benedictinos (femeninos y masculinos) en la zona.
La erección de la diócesis fue aprobada por el papa Urbano II el 10 de octubre de 1098 y confirmada por su sucesor Pascual II el 15 de octubre de 1100. Desde el principio la diócesis se convirtió en sufragánea de la arquidiócesis de Palermo, como lo documentan las bulas del antipapa Anacleto II (1130) y del papa Adriano IV (1156).
En 1176 el obispo Tustino cedió los territorios de Giato y Calatrasi al abad Teobaldo, de la abadía de Santa María la Nueva en Monreale. Poco después la abadía fue elevada al rango de arquidiócesis metropolitana (hoy arquidiócesis de Monreale).
En 1224 llegaron a la diócesis los franciscanos, todavía vivo san Francisco, encabezados por el beato Angelo da Rieti. Fundaron un monasterio que, junto con el de Mesina, fue el punto de difusión de la orden en la isla. Con Goffredo Roncioni, a finales del siglo XIII, comenzó la serie de obispos dominicos, que gobernaron la diócesis durante más de medio siglo.
Un importante documento, conservado en el archivo de la curia episcopal de Mazara y publicado por primera vez en 1980, titulado Riveli di tutti li beneficii di questa diocesi di Mazara dell'anno 1430, informa de una lista exhaustiva del estado de la diócesis en la primera mitad del siglo XV y «ofrece una notable contribución al conocimiento de la vida de la Iglesia... en la diócesis de Mazara, sus estructuras, gente, lugares de culto, monasterios, cofradías, situación económica, vida espiritual».
Luego del Concilio de Trento, fue el obispo Antonio Lombardo (1573-1579), quien celebró el primer sínodo diocesano para la actuación de las reformas tridentinas.
Durante el Concilio de Trento participó el obispo Giacomo Lomellino Del Campo (1562-1571), a quien los padres conciliares le confiaron la tarea de redactar la parte relativa a la doctrina conciliar sobre el matrimonio católico. En el concilio estuvo presente también el obispo Antonio Lombardo (1573-1579), que, regresando a Mazara, celebró el primer sínodo diocesano para la actuación de las reformas tridentinas.
Entre los obispos de Mazara hay dos cardenales : Basilio Bessarione, que gobernó la diócesis durante un decenio (1449-1458) como administrador apostólico; y Giovanni Domenico Spinola (1636-1646), que celebró un sínodo cuyos estatutos «dieron como resultado una obra jurídica insigne, a la que los obispos se refirieron siempre en los sínodos sucesivos de la Iglesia de Mazara del Vallo».
Entre 1690 y 1694 la antigua catedral normanda fue reconstruida en estilo barroco por el obispo Francesco Maria Graffeo y renovada en 1970 tras el terremoto de 1968. Entre los obispos posteriores, recordamos en particular al teatino Bartolomeo Castelli (1695-1730), que renovó la enseñanza de la catequesis e hizo construir el suntuoso palacio que albergó el seminario, que había sido erigido por el obispo Bernardo Gascó en 1584.
En el año 1797, ante el obispo, el clero y una gran multitud de fieles, se vio la imagen de Nuestra Señora del Paraíso bajando repetidamente la mirada. Siguió un proceso canónico regular, al final del cual la efigie fue coronada en 1803.
En 1844, el territorio de la diócesis, que había permanecido inalterado desde la época normanda, sufrió una reducción sustancial. De hecho, el 31 de mayo cedió las comunas de Trapani, Monte San Giuliano (hoy Erice), Paceco, Xitta, Favignana, Pantelleria para la erección de la diócesis de Trapani mediante la bula Ut animarum Pastores del papa Gregorio XVI. El 20 de mayo anterior había cedido las comunas de Balestrate, Borgetto, Capaci, Carini, Cinisi, Partinico, Terrasini, Torretta y Valguarnera Ragali para la ampliación de la arquidiócesis de Monreale mediante bula In suprema.
Una nueva transferencia territorial se produjo el 24 de septiembre de 1950, cuando las comunas de Alcamo, Castellammare del Golfo y Calatafimi fueron transferidos a la diócesis de Trapani, mientras que la isla de Pantelaria volvió a formar parte de la diócesis de Mazara, mediante el decreto Dioecesis Drepanensis de la Congregación Consistorial
El 10 de marzo de 1962, con la carta apostólica Ianua caeli, el papa Juan XXIII proclamó a la bienaventurada Virgen María, Nuestra Señora del Paraíso y a los santos Vito, Modesto y Crescencia patronos principales de la diócesis.
En 1993 la diócesis celebró el IX centenario de su fundación, con ocasión del cual fue visitada por el papa Juan Pablo II: en memoria del acontecimiento, Emanuele Catarinicchia hizo colocar en el espacio delante de la catedral una columna de la antigua catedral normanda, con una inscripción en la base.

## Estadísticas
Según el Anuario Pontificio 2022 la diócesis tenía a fines de 2021 un total de 215 820 fieles bautizados.
| Año                                                                             | Población            | Población | Población      | Sacerdotes | Sacerdotes    | Sacerdotes    | Bautizados por sacerdote | Diáconos permanentes | Religiosos | Religiosos | Parroquias |
| Año                                                                             | Bautizados católicos | Total     | % de católicos | Total      | Clero secular | Clero regular | Bautizados por sacerdote | Diáconos permanentes | Varones    | Mujeres    | Parroquias |
| ------------------------------------------------------------------------------- | -------------------- | --------- | -------------- | ---------- | ------------- | ------------- | ------------------------ | -------------------- | ---------- | ---------- | ---------- |
| 1950                                                                            | 275 800              | 275 800   | 100.0          | 223        | 189           | 34            | 1236                     |                      | 42         | 314        | 58         |
| 1970                                                                            | 226 183              | 227 183   | 99.6           | 140        | 120           | 20            | 1615                     |                      | 29         | 226        | 56         |
| 1980                                                                            | 229 700              | 236 900   | 97.0           | 114        | 80            | 34            | 2014                     |                      | 42         | 230        | 61         |
| 1990                                                                            | 222 723              | 231 562   | 96.2           | 103        | 68            | 35            | 2162                     |                      | 41         | 216        | 78         |
| 1999                                                                            | 223 358              | 234 693   | 95.2           | 100        | 70            | 30            | 2233                     |                      | 36         | 241        | 77         |
| 2000                                                                            | 223 124              | 233 951   | 95.4           | 101        | 71            | 30            | 2209                     |                      | 36         | 241        | 77         |
| 2001                                                                            | 223 250              | 234 592   | 95.2           | 100        | 72            | 28            | 2232                     |                      | 34         | 241        | 77         |
| 2002                                                                            | 223 025              | 234 295   | 95.2           | 95         | 71            | 24            | 2347                     |                      | 30         | 241        | 77         |
| 2003                                                                            | 222 965              | 233 592   | 95.5           | 96         | 73            | 23            | 2322                     |                      | 29         | 241        | 77         |
| 2004                                                                            | 220 659              | 233 706   | 94.4           | 95         | 70            | 25            | 2322                     |                      | 31         | 241        | 77         |
| 2005                                                                            | 221 096              | 235 409   | 93.9           | 94         | 68            | 26            | 2352                     |                      | 33         | 163        | 77         |
| 2006                                                                            | 220 906              | 235 600   | 93.8           | 94         | 66            | 28            | 2350                     |                      | 35         | 163        | 77         |
| 2010                                                                            | 223 000              | 237 000   | 94.0           | 94         | 71            | 23            | 2372                     |                      | 32         | 136        | 65         |
| 2013                                                                            | 210 652              | 231 450   | 91.0           | 100        | 70            | 30            | 2106                     | 1                    | 38         | 131        | 63         |
| 2016                                                                            | 223 900              | 241 200   | 92.8           | 98         | 67            | 31            | 2284                     | 1                    | 39         | 143        | 67         |
| 2019                                                                            | 218 178              | 228 603   | 95.4           | 86         | 64            | 22            | 2536                     | 3                    | 26         | 110        | 67         |
| 2021                                                                            | 215 820              | 227 740   | 94.8           | 82         | 64            | 18            | 2631                     | 4                    | 22         | 87         | 67         |
| Fuente: Catholic-Hierarchy, que a su vez toma los datos del Anuario Pontificio. |                      |           |                |            |               |               |                          |                      |            |            |            |

### Vida consagrada
Las comunidades religiosas femeninas presentes en la diócesis son: Hijas de la Beata Virgen María Asunta al Cielo, Hijas de la Misericordia de la Cruz, Hijas de María Misioneras, Fraternidad Franciscana de Betania, Monjas de la Orden de San Benito (casianas), Hermanitas de la Presentación en el Templo, Hermanas de la Misericordia, Capuchinas de la Inmaculada de Lourdes, Hermanas del Sagrado Corazón del Verbo Encarnado, Hermanas de María Niña, Hermanas de la Sagrada Familia, Hermanas de los Pobres del Instituto Palazzolo, Franciscanas de Santa Clara, Franciscanas Misioneras de María, Oblatas del Divino Amor, Hermanas Reparadoras del Sagrado Corazón, Salesianas Oblatas del Sagrado Corazón y Siervas de los Pobres (Boconistas).
En cuanto a las comunidades religiosas masculinas, en el territorio diocesano, se encuentran los agustinos descalzos, franciscanos de Betania, siervos de los Pobres (Boconistas), capuchinos, franciscanos observantes, siervos del Corazón Inmaculado de María y salesianos.

## Episcopologio

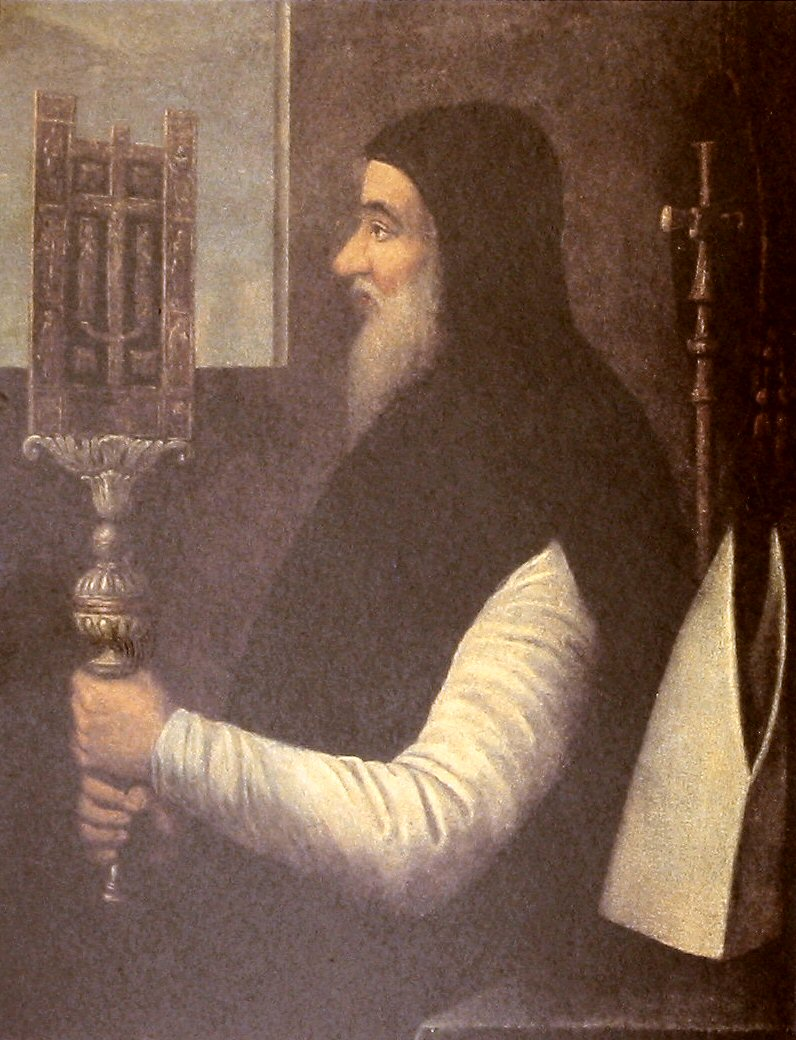
Basilio Besarión fue administrador apostólico de Mazara de 1449 a 1458

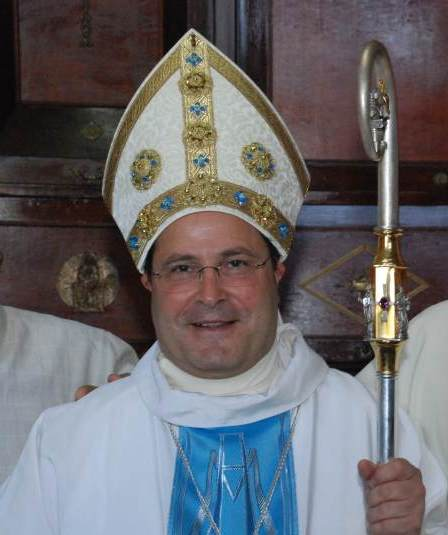
Calogero La Piana, arzobispo emérito de Mesina-Lípari-Santa Lucía del Mela, ocupó la sede de 2002 a 2006

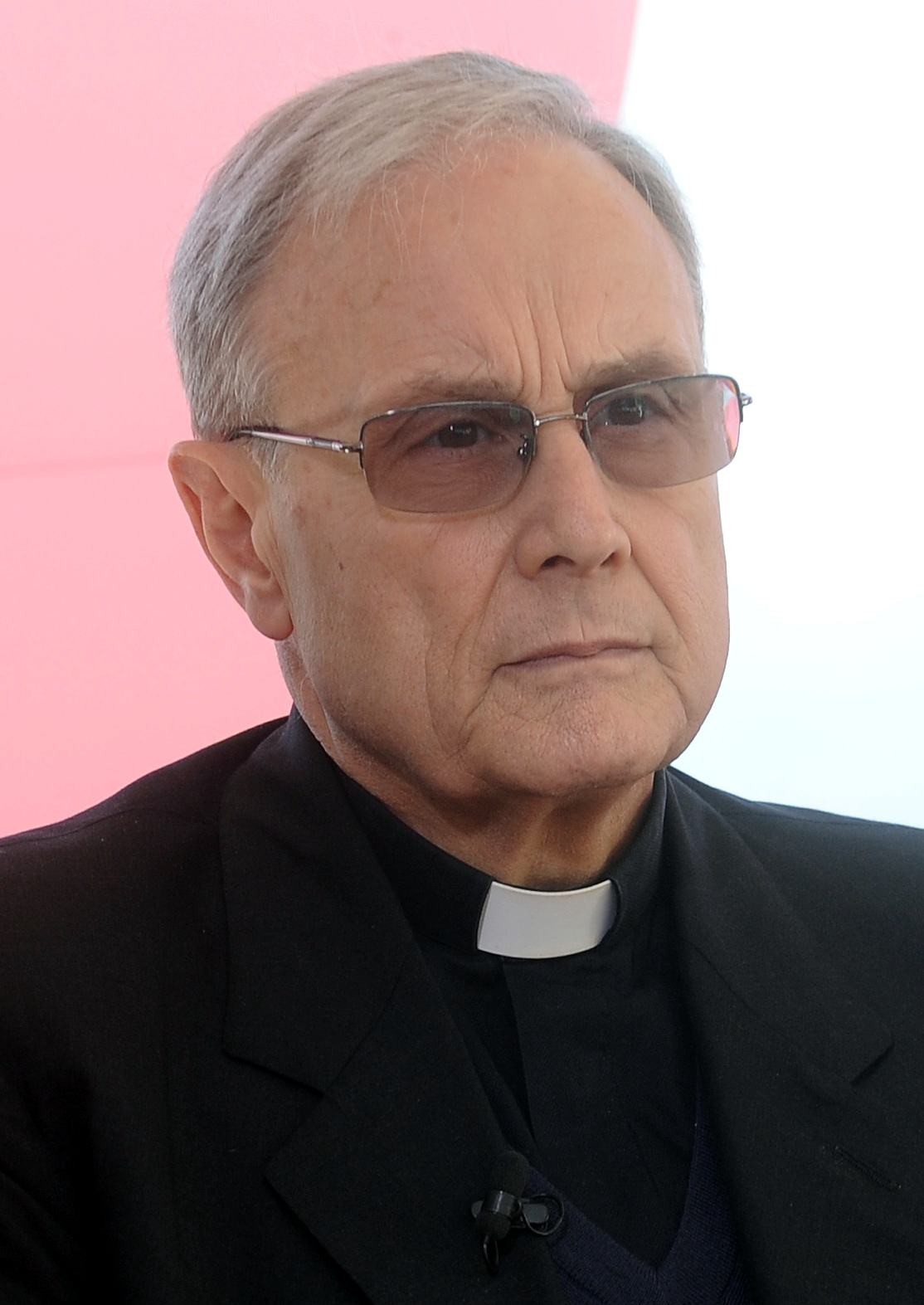
Domenico Mogavero, actual obispo

- Stefano de Fer, O.S.B. † (1093-después de 1124)[18]
- Umberto o Oberto † (mencionado en 1144)
- Tustino (o Tustano, o Tristano) † (antes del 1157[nota 1]-después de marzo de 1180)[19]
- Matteo † (antes de marzo de 1182-después de febrero de 1183)[20]
- Lorenzo † (mencionado en 1188)[20]
- Anónimo † (mencionado en 1193)[20]
- Anónimo † (mencionado en noviembre de 1198 y julio de 1199)[20][nota 2]
- Pietro † (antes de julio de 1200-después de 1201)[20]
- Anónimo † (mencionado en 1208)[20]
- Anónimo † (mencionado en 1215)[20]
- Giuliano[nota 3] † (mencionado en 1226)[20][nota 4]
- Anónimo † (mencionado el 10 de octubre de 1239)[20][nota 5]
- Benvenuto † (mencionado entre 1245 y 1254)[20]
- Nicolò, O.Cist. † (antes del 1256-después de agosto de 1270)[20][nota 6]
  - Luca † (mencionado en 1260) (obispo intruso)[20]
- Giovanni De Ferro † (antes de agosto de 1271-después del 6 de abril de 1283)[20]
- Guglielmo † (mencionado en 1288)
- Goffredo Roncioni, O.P. † (1297-1316)[nota 7]
- Pellegrino De Pactis, O.P. † (1317-circa 1326 falleció)
- Pietro Rogato (o Rauna o Ragona), O.P. † (1326-circa 1330 falleció)
- Ferrer Abella, O.P. † (28 de septiembre de 1330-30 de agosto de 1334 nombrado obispo de Barcelona)
- Ugone da Vich o da Vicenza, O.P. † (14 de junio de 1335-1342 falleció)
- Bernardo † (20 de noviembre de 1342-1346 falleció)
- Raimondo De Montechateno † (22 de junio de 1347-1349 falleció)
- Guglielmo Monstrio † (15 de junio de 1349-23 de diciembre de 1355 nombrado arzobispo de Mesina)
- Gregorio, O.S.B. † (24 de abril de 1357-1361 falleció)
- Francesco De Catania † (1362-1363 falleció)
- Ruggero Da Piazza, O.F.M. † (19 de abril de 1363-20 de diciembre de 1383 falleció)
- Francesco De Regno, O.F.M. † (12 de mayo de 1386-?)
- Francesco, O.P. † (18 de marzo de 1388-1391)
  - Anastasio † (5 de agosto de 1388-?) (antiobispo)
- Francesco Vitale o De Vitalis † (14 de septiembre de 1391-1414 falleció)
  - Michele † (mencionado en 1405) (antiobispo)[21]
  - Pietro, O.F.M. † (14 de junio de 1415-?) (antiobispo)
- Giovanni De Rosa † (1415-1448 falleció)
  - Basilio Bessarione † (28 de marzo de 1449-26 de julio de 1458 nombrado administrador apostólico de Pamplona) (administrador apostólico)
- Giovanni Burgio † (25 de octubre de 1458-16 de noviembre de 1467 nombrado arzobispo de Palermo)
- Paolo Visconti, O.Carm. † (16 de noviembre de 1467-6 de septiembre de 1469 nombrado arzobispo de Palermo)
- Giovanni Montaperto-Chiaromonte † (6 de septiembre de 1469-25 de octubre de 1485 falleció)
- Giovanni Branai (Granai) Castrioto † (15 de marzo de 1486-1503 renunció)[22]
- Giovanni Villamarino † (1503-1525 falleció)
- Agostino De Francisco † (21 de julio de 1525-1526)
- Girolamo De Francisco † (12 de diciembre de 1526-1530 falleció)
- Giovanni Omodei † (14 de diciembre de 1530-1 de febrero de 1542 falleció)
- Girolamo Termine o De Terminis † (6 de agosto de 1543-27 de octubre de 1561 falleció)
- Giacomo Lomellino Del Campo † (17 de abril de 1562-10 de enero de 1571 nombrado arzobispo de Palermo)
- Juan Beltrán de Guevara † (24 de septiembre de 1571-16 de enero de 1573 renunció)
- Antonio Lombardo † (16 de enero de 1573-30 de marzo de 1579 nombrado obispo de Agrigento)
- Bernardo Gascó † (30 de marzo de 1579-14 de agosto de 1586 falleció)
  - Sede vacante (1586-1589)
- Luciano Rosso (De Rubeis) † (23 de enero de 1589-28 de octubre de 1602 falleció)
- Juan de Gante † (28 de abril de 1604-24 de septiembre de 1605 falleció)
- Marco La Cava † (5 de diciembre de 1605-4 de agosto de 1626 falleció)
  - Sede vacante (1626-1630)
- Francisco Sánchez Villanueva y Vega † (23 de septiembre de 1630-9 de julio de 1635 nombrado arzobispo a título personal de Islas Canarias)
- Giovanni Domenico Spinola † (1 de diciembre de 1636-11 de agosto de 1646 falleció)
- Diego Requesens † (7 de octubre de 1647-21 de marzo de 1650 falleció)
- Carlo Impellizzeri † (19 de diciembre de 1650-31 de octubre de 1654 falleció)
- Juan Lozano, O.E.S.A. † (29 de mayo de 1656-4 de febrero de 1669 nombrado arzobispo de Palermo)
- Giuseppe Cigala, C.R. † (30 de junio de 1670-9 de mayo de 1678 nombrado arzobispo de Mesina)
  - Sede vacante (1678-1681)
- Carlo Reggio † (28 de abril de 1681-14 de noviembre de 1683 falleció)
- Francesco Maria Graffeo, O.F.M.Conv. † (30 de abril de 1685-16 de enero de 1695 falleció)
- Bartolomeo Castelli, C.R. † (28 de noviembre de 1695-5 de abril de 1730 falleció)
- Alessandro Caputo, O.Carm. † (21 de mayo de 1731-24 de febrero de 1741 falleció)
- Giuseppe Stella † (9 de julio de 1742-7 de septiembre de 1758 falleció)
- Girolamo Palermo, C.R. † (4 de abril de 1759-25 de junio de 1765 renunció[nota 8])
- Michele Scavo † (6 de agosto de 1766-noviembre de 1771 falleció)
- Ugone Papé di Valdina † (14 de diciembre de 1772-13 de enero de 1791 falleció)
- Orazio Della Torre † (3 de diciembre de 1792-21 de diciembre de 1811 falleció)[23]
  - Sede vacante (1811-1816)
- Emanuele Custo † (23 de septiembre de 1816-8 de julio de 1829 falleció)
  - Sede vacante (1829-1832)
- Luigi Scalabrini † (17 de diciembre de 1832-4 de julio de 1842 falleció)
  - Sede vacante (1842-1845)
- Antonio Salomone † (20 de enero de 1845-21 de diciembre de 1857 nombrado arzobispo de Salerno)
- Carmelo Valenti, C.SS.R. † (27 de septiembre de 1858-22 de septiembre de 1882 falleció)
- Antonio Maria Saeli, C.SS.R. † (22 de septiembre de 1882 por sucesión-5 de marzo de 1900 falleció)
- Gaetano Quattrocchi † (15 de junio de 1900-1 de abril de 1903 renunció[nota 9])
- Nicola Maria Audino † (22 de junio de 1903-21 de junio de 1933 falleció)
- Salvatore Ballo Guercio † (18 de septiembre de 1933-8 de agosto de 1949 renunció[nota 10])
- Gioacchino Di Leo † (5 de julio de 1950-8 de octubre de 1963 falleció)
- Giuseppe Mancuso † (26 de diciembre de 1963 por sucesión-21 de marzo de 1977 retirado)
- Costantino Trapani, O.F.M. † (21 de marzo de 1977 por sucesión-7 de diciembre de 1987 retirado)
- Emanuele Catarinicchia † (7 de diciembre de 1987-15 de noviembre de 2002 retirado)
- Calogero La Piana, S.D.B. (15 de noviembre de 2002-18 de noviembre de 2006 nombrado arzobispo de Mesina-Lípari-Santa Lucía del Mela)
- Domenico Mogavero (22 de febrero de 2007-29 de julio de 2022 retirado)
- Angelo Giurdanella, desde el 29 de julio de 2022